# Santuario di Nostra Signora di Laghetto
Il santuario di Nostra Signora del Laghetto (Sanctuaire Notre-Dame de Laghet in francese) è un luogo di culto cattolico situato nel comune di La Trinité, nel dipartimento francese delle Alpi Marittime.

## Storia
Nel XII secolo si fa menzione di una cappella dedicata alla Vergine nella località di Laghetto, allora incluso nel feudo di Èze, che costituiva un punto di passaggio obbligato lungo i sentieri che univano i villaggi della costa ai borghi dell'entroterra. Nei secoli successivi la località iniziò ad essere frequentata da pellegrini appositamente venuti dai villaggi vicini, come Turbia, Villafranca ed Eza.
Caduta in declino, la cappella di Laghetto venne restaurata e riaperta al culto nel 1628 grazie allo sforzo di padre Giacomo Fighiera. Il tempietto riprese così ad essere frequentato dai pellegrini provenienti non solo dal nizzardo, ma anche dal genovese e dalla vicina Francia. 
Nel 1652 iniziarono a verificarsi una serie di prodigi che accrebbero la popolarità della Madonna di Laghetto. Il 24 giugno dello stesso anno i Penitenti Bianchi di Eza organizzarono la prima processione con l'effigie della Vergine. L'anno seguente oltre 20.000 fedeli, molti dei quali liguri e provenzali, giunsero a Laghetto in pellegrinaggio.
Visto il numero enorme di pellegrini fu decisa la costruzione di un santuario sul sito occupato dalla cappella. La prima pietra del nuovo complesso fu posta nel 1654. Due anni più tardi, grazie alle cospicue donazioni dei fedeli il santuario poté essere ultimato. Nel 1674 la gestione del santuario venne affidata ai carmelitani scalzi di Torino.
Con l'occupazione francese di Nizza del 1792 il complesso religioso venne saccheggiato, chiuso e abbandonato. Fu riaperto al culto nel 1802. Il 26 marzo 1849 si fermò a pregare nel santuario Carlo Alberto di Savoia, in viaggio verso per l'esilio a Porto dopo la sconfitta subita a Novara. Dopo l'annessione di Nizza alla Francia nel 1860 Laghetto venne francesizzato in Laghet. Fu danneggiato dal terremoto del 1887 che devastò la Liguria occidentale.
Tra il 1907 ed il 1930 il santuario divenne anche seminario diocesano.

## Descrizione
La chiesa, in stile barocco, presenta un interno a navata unica.